# Owen Otasowie
Owen Otasowie, né le 6 janvier 2001 à New York, est un joueur de soccer international américain qui évolue au poste de milieu défensif au Club Bruges.

## Biographie

### Carrière en club

#### Début de carrière en Angleterre
N'ayant commencé à jouer au foot qu'à l'âge de 14 ans, Otasowie est notamment passé par la Mass Elite Academy, situé à Battersea dans Londres, avant d'intégrer la formation des Wolves en 2017,,.
Après avoir progressé dans l'académie, Otasowie fait ses débuts senior pour les Wolverhampton Wanderers le 12 décembre 2019 en entrant en jeu lors du dernier match de groupe des Wolves contre le Beşiktaş dans le cadre de la Ligue Europa 2019-2020.

### Carrière internationale
Éligible pour les sélections anglaises, nigérianes et américaines c'est néanmoins avec cette dernière qu'il connait ses premières sélections en équipe de jeune.
Le 2 novembre 2020, Owen Otasowie est appelé en sélection américaine pour la première fois par le sélectionneur Gregg Berhalter pour participer à un rassemblement d'une semaine avec deux matchs amicaux au programme. Un premier face au pays de Galles et un second face au Panama,. Le 12 novembre, il honore sa première sélection contre le pays de Galles lors d'un match amical. Lors de ce match, Owen Otasowie entre à la 87e minute de la rencontre, à la place de Sebastian Lletget. La rencontre se solde par un match nul et vierge (0-0).

## Style de jeu
Milieu de terrain au fort profil athlétique, il est notamment comparé à Pogba par ses formateurs, dans sa capacité à porter le ballon et retenir la possession,.
Également utilisé au poste de défenseur central en sélection de jeune, Otasowie est décrit comme un joueur intelligent dans sa gestion du ballon, qui malgré une entrée tardive dans le monde du football est parvenu à développer une technique discrète.

## Statistiques

### Statistiques détaillées
| Saison                | Club                    | Championnat           | Championnat | Championnat | Championnat | Coupe(s) nationale(s) | Coupe(s) nationale(s) | Coupe(s) nationale(s) | Compétition(s) continentale(s) | Compétition(s) continentale(s) | Compétition(s) continentale(s) | Compétition(s) continentale(s) | États-Unis | États-Unis | États-Unis | Total | Total | Total |
| Saison                | Club                    | Division              | M.          | B.          | P.d.        | M.                    | B.                    | P.d.                  | Comp.                          | M.                             | B.                             | P.d.                           | M.         | B.         | P.d.       | M.    | B.    | P.d.  |
| 2019-2020             | Wolverhampton Wanderers | Premier League        | 0           | 0           | 0           | 0                     | 0                     | 0                     | C3                             | 1                              | 0                              | 0                              | -          | -          | -          | 1     | 0     | 0     |
| 2020-2021             | Wolverhampton Wanderers | Premier League        | 6           | 0           | 1           | 0                     | 0                     | 0                     | -                              | -                              | -                              | -                              | 1          | 0          | 0          | 7     | 0     | 1     |
| Total sur la carrière | Total sur la carrière   | Total sur la carrière | 6           | 0           | 1           | 0                     | 0                     | 0                     | -                              | 1                              | 0                              | 0                              | 1          | 0          | 0          | 8     | 0     | 1     |